# Snctm
Snctm ist ein amerikanischer Nachtclub und Sexclub, der 2013 in Beverly Hills, Los Angeles, gegründet wurde. Der Gründer war Damon Lawner, der von dem Kult aus Stanley Kubricks Film Eyes Wide Shut inspiriert wurde und eine „spirituelle und erotische Utopie“ schaffen wollte. Lawner hatte zuvor exklusive Partys organisiert und lange in Bali gelebt. Bis 2015 war der Club unter dem Namen Sanctum Club bekannt und wurde dann in Snctm umbenannt. Snctm ist als Unternehmen Sanctum Ltd. Liability Co. in New York City eingetragen und befindet sich im Besitz eines privaten Konsortiums bestehend aus Mitgliedern des exklusiven Klubs.
Zu den Programmen der Gruppe gehören private Treffen mit Dinnern, erotischen Spielen, Orgien und „Sklavenauktionen“. Bei den Treffen tragen alle Teilnehmer Masken. Die männlichen Teilnehmer müssen einen Smoking und die Teilnehmerinnen Dessous oder Cocktailkleider tragen. Als Zugangskriterien zum Beitritt gelten „Reichtum, Macht oder Schönheit“. Neue Mitglieder müssen sich bewerben und private Angaben sowie Fotos von sich selbst preisgeben, um akzeptiert zu werden. Männer müssen für die Mitgliedschaft hohe Geldsummen zahlen. Frauen dagegen können, bei „ästhetischer Attraktivität“ kostenlos zu den Veranstaltungen zugelassen werden. Zu den Teilnehmern der Treffen sollen prominente Persönlichkeiten aus Hollywood, Musiker, Unternehmer, Politiker und andere wohlhabende und einflussreiche Personen gehören. Die ersten Veranstaltungen wurden in einer Villa in der Nähe der Playboy Mansion von Hugh Hefner abgehalten. Später hat Snctm aufgrund der Beliebtheit seiner Veranstaltungen begonnen, Treffen in anderen Städten abzuhalten und Filialen in New York City, Moskau, Kiew und Miami etabliert.
Die jährlichen Kosten für eine Mitgliedschaft liegen zwischen 12.500 und 35.000 US-Dollar jährlich. Die teurere „Dominus“-Mitgliedschaft bietet Zugang zu speziellen privaten Events und ist 20 Personen vorbehalten. Für 100.000 US-Dollar kann eine lebenslange Mitgliedschaft erworben werden. Eine spezielle Mitgliedschaft kann für eine Million Dollar erworben werden und bietet Zugang zum „schlagenden Herz von SNCTM“ und „unvergleichlichen Privilegien“. Diese Mitgliedschaft ist auf drei Personen begrenzt.
Der Club war der Inhalt der Showtime-Doku-Serie Naked SNCTM von 2017.
Im Jahr 2023 enthüllte Lawner, dass Hunter Biden, der Sohn von US-Präsident Joe Biden, früher Mitglied der SNCTM gewesen war. Lawner wurde sofort auf Lebenszeit gesperrt, weil er gegen die Regeln des Clubs verstoßen hatte, die es verbieten, die Identität von Mitgliedern preiszugeben. Lawner hatte 2019 bereits das Eigentum an dem Club verkauft, war jedoch danach weiterhin ein aktives Mitglied geblieben. Die Führung des Clubs hatte auch die Ehe von Lawner ruiniert.